# Margaret Dingeldein
Margaret "Margie" Dingeldein, née le 30 mai 1980 à Merced (Californie, États-Unis), est une ancienne joueuse américaine de water-polo. Elle est médaillée de bronze aux Jeux de 2004 ainsi que championne du monde en 2003.

## Carrière
Margaret Dingeldein étudie à l'université Stanford comme sa mère, son oncle et ses grands-parents. Elle y fait des études de biologie humaine. En 2002, elle entre au Hall of Fame de l'université.
Elle fait partie de l'équipe américaine qui remporte la médaille de bronze lors des Jeux de 2004.
Après avoir pris sa retraite sportive, elle devient anesthésiologiste au El Camino Hospital à Mountain View.

## Palmarès

### Jeux olympiques
- Jeux olympiques d'été de 2004 à Athènes ( Grèce) :
  -  médaille de bronze du tournoi féminin

### Championnats du monde
- Championnats du monde 2003 à Barcelone ( Grèce) :
  -  médaille d'or du tournoi féminin

### Jeux panaméricains
- Jeux panaméricains de 2003 à Saint-Domingue ( République dominicaine) :
  -  médaille d'or du tournoi féminin